# 이집트의 기후

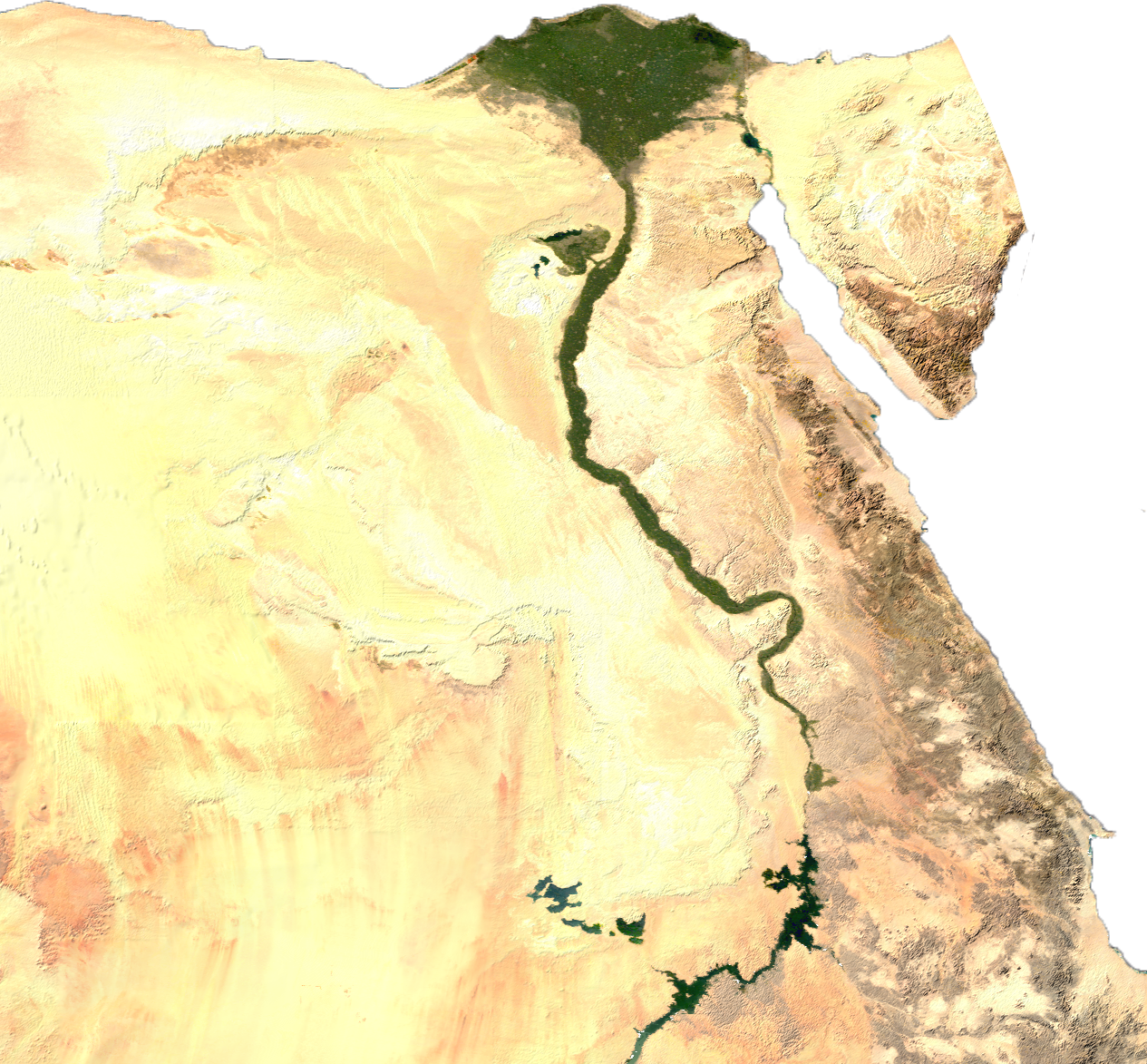
위성 사진으로 보는 이집트의 지도. 나일강을 중심으로 하여 푸른색 숲이 우거져 있는 것이 선명하기도 한다.

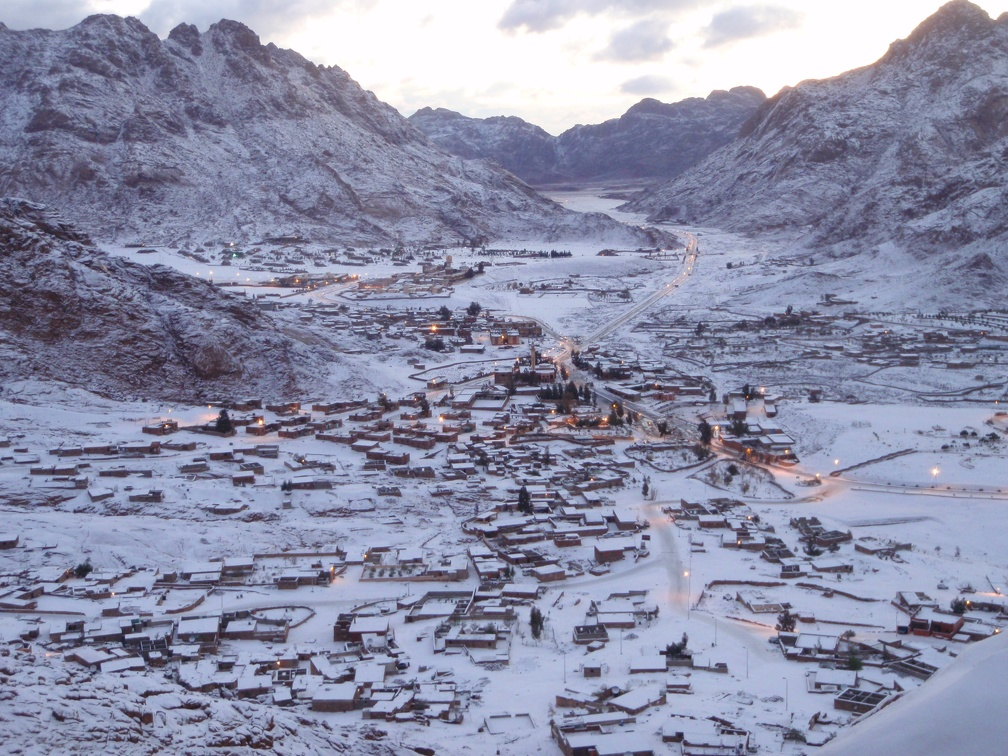
2009년 3월 1일, 이집트 시나이반도의 생트카트린에서 드물게 눈이 내리고 있는 모습.

이집트의 기후(Climate of Egypt)는 대체적으로 보면 쾨펜의 기후 구분에 따라 전 지역이 사막 기후(BWh)로 판정되어 있다. 그러나 강수량이 가장 많은 지역인 알렉산드리아 같은 경우 스텝 기후(BSh)의 성질을 띈 기후 환경 조건 역시 만족시키는 것으로 보이게 되지만, 전 지역의 지형 특성상 사하라 사막에 영향을 받아 사막 지형을 이루고 있다. 다만 수에즈 운하를 경계로 하여 시나이반도의 일부 고지대에서는 (온사막기후)BWh 대신 (냉사막기후)BWk를 띈 지역도 간혹 있다. 국토의 전 지역이 사막 기후권 안에 들어가 있어 나일강 계곡이나 저지대 이외의 지역에서는 자연림을 쉽게 찾아 볼 수 없다. 강우량은 매우 적어 카이로가 25mm, 아스완이 2mm이며, 시와처럼 10년 마다 1회 꼴로 하여 격년 단위로 비가 내리는 경우도 있다. 우기는 북부 지역에서는 겨울철에, 남부 지역에서는 여름철에 집중되어 있어, 대체적으로 보면 지중해에 영향을 받는 곳으로 보이기 때문에 북아프리카 지역에서는 유일하게 전 지역에 걸쳐 사막 기후를 띄고 있다. 그래서 이집트는 이스라엘과 마찬가지로 물이 매우 귀한 나라로 보이게 된다.

## 지역 및 도시별 기후
지역 및 도시별 기후는 카이로를 예제로 하며, 카이로의 연 평균 강수량은 1mm 단위로 반올림하게 될 경우 연간 25mm의 강수량을 기록하는 셈이다.
| Cairo의 기후                                                                                                | Cairo의 기후 | Cairo의 기후 | Cairo의 기후 | Cairo의 기후 | Cairo의 기후 | Cairo의 기후 | Cairo의 기후 | Cairo의 기후 | Cairo의 기후 | Cairo의 기후 | Cairo의 기후 | Cairo의 기후 | Cairo의 기후 |
| 월 | 1월          | 2월          | 3월          | 4월          | 5월          | 6월          | 7월          | 8월          | 9월          | 10월         | 11월         | 12월         | 연간         |
| --- | ------------ | ------------ | ------------ | ------------ | ------------ | ------------ | ------------ | ------------ | ------------ | ------------ | ------------ | ------------ | ------------ |
| 역대 최고 기온 °C (°F)                                                                                      | 31 (88)      | 34.2 (93.6)  | 37.9 (100.2) | 43.2 (109.8) | 47.8 (118.0) | 46.4 (115.5) | 42.6 (108.7) | 43.4 (110.1) | 43.7 (110.7) | 41 (106)     | 37.4 (99.3)  | 30.2 (86.4)  | 47.8 (118.0) |
| 일평균 최고 기온 °C (°F)                                                                                    | 18.9 (66.0)  | 20.4 (68.7)  | 23.5 (74.3)  | 28.3 (82.9)  | 32 (90)      | 33.9 (93.0)  | 34.7 (94.5)  | 34.2 (93.6)  | 32.6 (90.7)  | 29.2 (84.6)  | 24.8 (76.6)  | 20.3 (68.5)  | 27.7 (81.9)  |
| 일일 평균 기온 °C (°F)                                                                                      | 14.0 (57.2)  | 15.1 (59.2)  | 17.6 (63.7)  | 21.5 (70.7)  | 24.9 (76.8)  | 27.0 (80.6)  | 28.4 (83.1)  | 28.2 (82.8)  | 26.6 (79.9)  | 23.3 (73.9)  | 19.5 (67.1)  | 15.4 (59.7)  | 21.8 (71.2)  |
| 일평균 최저 기온 °C (°F)                                                                                    | 9 (48)       | 9.7 (49.5)   | 11.6 (52.9)  | 14.6 (58.3)  | 17.7 (63.9)  | 20.1 (68.2)  | 22 (72)      | 22.1 (71.8)  | 20.5 (68.9)  | 17.4 (63.3)  | 14.1 (57.4)  | 10.4 (50.7)  | 15.8 (60.4)  |
| 역대 최저 기온 °C (°F)                                                                                      | 1.2 (34.2)   | 3.6 (38.5)   | 5 (41)       | 7.6 (45.7)   | 12.3 (54.1)  | 16 (61)      | 18.2 (64.8)  | 19 (66)      | 14.5 (58.1)  | 12.3 (54.1)  | 5.2 (41.4)   | 3 (37)       | 1.2 (34.2)   |
| 평균 강수량 mm (인치)                                                                                       | 5 (0.2)      | 3.8 (0.15)   | 3.8 (0.15)   | 1.1 (0.04)   | 0.5 (0.02)   | 0.1 (0.00)   | 0 (0)        | 0 (0)        | 0 (0)        | 0.7 (0.03)   | 3.8 (0.15)   | 5.9 (0.23)   | 24.7 (0.97)  |
| 평균 강수일수 (≥ 0.01 mm)                                                                                   | 3.5          | 2.7          | 1.9          | 0.9          | 0.5          | 0.1          | 0            | 0            | 0            | 0.5          | 1.3          | 2.8          | 14.2         |
| 평균 상대 습도 (%)                                                                                          | 59           | 54           | 53           | 47           | 46           | 49           | 58           | 61           | 60           | 60           | 61           | 61           | 56           |
| 평균 월간 일조시간                                                                                          | 213          | 234          | 269          | 291          | 324          | 357          | 363          | 351          | 311          | 292          | 248          | 198          | 3,451        |
| 평균 자외선 지수                                                                                            | 4            | 5            | 7            | 9            | 10           | 11.5         | 11.5         | 11           | 9            | 7            | 5            | 3            | 7.8          |
| 출처 1: World Meteorological Organization (UN) (1971–2000), NOAA for mean, record high and low and humidity |              |              |              |              |              |              |              |              |              |              |              |              |              |
| 출처 2: Danish Meteorological Institute for sunshine (1931–1960), Weather2Travel (ultraviolet)              |              |              |              |              |              |              |              |              |              |              |              |              |              |